# Putkijärvi (sjö i Gustav Adolfs, Päijänne-Tavastland)
Putkijärvi är en sjö i kommunen Gustav Adolfs i landskapet Päijänne-Tavastland i Finland. Sjön ligger 92,5 meter över havet. Arean är 1,09 kvadratkilometer och strandlinjen är 8,44 kilometer lång. Sjön  ingår i Kymmene älvs huvudavrinningsområde.   Den ligger omkring 79 km norr om Lahtis och omkring 180 km norr om Helsingfors. 
I sjön finns öarna Pertunsaari, Heinästensaaret och Lunni. 